# خودی
خودی در لغت به معنی آشنا و اهل در برابر غیرخودی به معنی غریبه و نااهل است.
از این عبارت در بیان تعاملات اجتماعی، سیاسی و اقتصادی استفاده می‌شود. یک فرد خودی، عضوی از یک مجموعه انسانی (مثلاً گروه خانوادگی، دوستی، عقیدتی یا سازمانی) است که دسترسی افراد عادی دیگر به درون آن گروه شامل اطلاعات و ارتباطات داخلی آن، محدود است.

## بعد اجتماعی
در بعد اجتماعی غالباً یک فرد خودی کسی است که با اعلام عمومی کردن اطلاعات مهم از سازمان‌های تبهکار، جاسوسی، نظامی یا امنیتی، افشاگری می‌کند. خودی‌ها در مفهوم اجتماعی اگر چه مورد تنفر سازمان‌های متبوع خود یا احیاناً تحت تعقیب قرار می‌گیرند، اما از دید عموم مردم قهرمان شناخت می‌شوند. دانیل السبرگ تحلیل‌گر سابق نیروهای نظامی ایالات متحده آمریکا و ادوارد اسنودن کارمند سابق سازمان اطلاعات مرکزی آمریکا از جمله معروف‌ترین نیروهای خودی در سازمان‌های امنیتی و نظامی هستند که به افشاگری‌های بزرگ دست زده‌اند.

## بعد سیاسی
در بعد سیاسی یک فرد خودی کسی است که با تعریف ارزشی و ایدئولوژیک نظام سیاسی مورد نظر همخوانی دارد. مثلاً در فرهنگ سیاسی ایران امروز، «همه کسانی که به امام و انقلاب و ولایت عشق می‌ورزند» به لحاظ سیاسی افراد خودی قلمداد می‌شوند.

## بعد اقتصادی
در بعد اقتصادی خودی اصطلاحی است که به افرادی داده می‌شود که بنا به موقعیت شغلی خود از اطلاعات درونی شرکت یا شرکت‌هایی که افراد بیرونی به آن دسترسی ندارند با خبر هستند. این افراد در صورتی که از اطلاعات خود برای «معاملات خودی» استفاده کنند در بسیاری از کشورها مجرم شناخته می‌شوند. مثلاً اگر بدانند که به دلیل یک موفقیت یا ضرر تجاری قریب‌الوقوع سهام شرکتی که در آن کار می‌کنند (یا شرکتی که از اطلاعات درونی آن مطلع هستند) به زودی گران‌تر یا ارزان‌تر می‌شود و بر این مبنا خرید یا فروشی در مورد آن سهام انجام دهند، این کار معامله خودی و با استفاده از اطلاعات درون سازمانی است که عموم مردم به آن دسترسی ندارند و جرم تلقی می‌شود.